# Chưng cất phá hủy
Chưng cất phá hủy là một dạng chưng cất nhằm loại ra và thu hồi riêng các khí và các chất còn lại từ một số chất bằng cách nung nóng nó mà không có mặt không khí. Quá trình này phá vỡ cấu trúc và tạo ra một số chất mới. Đôi khi nó còn được gọi là 'cốc hóa' khi nói đến quá trình nung nóng làm biến đổi than có chứa bitum thành than cốc và các phụ phẩm khác như hắc ín (ở nhiệt độ khoảng 1.000 °C).
Các ví dụ về các chất thông thường hay được sử dụng trong chưng cất phá hủy để chiết ra các hóa chất và các vật liệu khác bao gồm:
1. Gỗ
2. Than bao gồm than cám, than bùn v.v

Các ví dụ về các chất được chiết ra bao gồm:
1. Axít axêtíc
2. Rượu mêtylic hay rượu gỗ (mêtanol)
3. Khí than
4. Hắc ín

Các dạng chưng cất khác còn có:
1. Chưng cất phân đoạn nhằm thu được các chất có điểm sôi khác nhau trong một hỗn hợp mà không có sự thay đổi hay phá vỡ các chất này.
2. Chưng cất đơn giản nhằm tách một chất ra khỏi dung dịch của nó.

## Thông tin liên quan
Các chất dễ bay hơi trong dầu hắc ín là sản phẩm được tạo ra từ chưng cất phá hủy than có chứa bitum. Chúng chứa các hydrocarbon thơm đa vòng (PNA). Các PNA thăng hoa rất nhanh và sinh ra các hợp chất có khả năng gây ung thư trong môi trường làm việc. Các chứng cứ cho thấy công nhân bị phơi nhiễm trước các sản phẩm của sự cháy hay chưng cất than chứa bitum có nguy cơ bị ung thư cao.